# Dou Wei
Dou Wei (cinese tradizionale: 竇唯; cinese semplificato: 窦唯; pinyin: Dòu Wéi; Pechino, 14 ottobre 1969) è un cantante, musicista, compositore, cantautore e produttore discografico cinese.

## Carriera
Dou Wei è un polistrumentista e produttore di diversi generi musicali. Il suo primo album, Dark Dreams, mostra influenze degli occidentali The Cure e Bauhaus, divenendo un punto fisso del nuovo rock cinese ed ottenendo grande popolarità. Questo album fu seguito da Sunny Days e Mountain River, nei quali Dou Wei ha esplorato nuove frontiere della musica elettronica, ambient, folk e post rock. I suoi ultimi due album vocali insieme alla E Band, Acousma e Rainy Murmur, traggono influenze dal gruppo post-rock britannico Bark Psychosis. Da allora, la musica di Dou Wei è divenuta col tempo più improvvisata, inoltre il cantante ha iniziato a collaborare con innumerevoli altri artisti, formando infine un gruppo chiamato Indefinite.

## Vita privata
Dou Wei ha due figlie; la prima, di nome Dou Jingtong, è nata il 3 gennaio 1997 dalla sua prima moglie, la famosissima cantante pop cinese Faye Wong, mentre la seconda è figlia della sua seconda ed ormai ex-moglie, la fotografa Gao Yuan.
Il 10 maggio 2006, Dou è stato arrestato a causa di un attacco d'ira nel quale aveva messo a soqquadro l'ufficio editoriale del quotidiano Beijing News, distruggendo la tastiera di un computer ed un lettore DVD, rovesciando acqua sull'editore capo dell'ufficio e dando fuoco al portabagagli di un'auto parcheggiata di fronte all'edificio. Il cantante ha giustificato le proprie azioni come risultato di quelle di un reporter del Beijing News di nome Zhuo, il quale oltretutto usa uno pseudonimo, pratica illegale nella Repubblica Popolare Cinese. Dou Wei ha accusato tale Zhou di aver divulgato notizie, apparentemente false, a proposito di lui e la sua ex moglie, la fotografa Gao Yuan.

## Discografia

### Album solisti
- 1995 - Sunny Days (艳阳天)
- 1998 - Mountain River (山河水)
- 2004 - Eight Fragments (八段锦, registrato tra il 1995 ed il 2003)

### Album con altri gruppi
- 1991 - Hei Bao (Panther, 黑豹) con i Black Panther
- 1994 - Dark Dreams (黑梦) con i Dreaming
- 1999 - Acousma (幻听) E Band
- 2000 - Rainy Murmur (雨吁) E Band (demo)
- 2002 - Gloriette by Water (水亭) Mu Liang Wen Wang
- 2003 - One Stone, Two Birds (壹举·两得) con gli Indefinite (不一定, registrato nel 2001)
- 2003 - Mu Liang Wen Wang (暮良文王) Mu Liang Wen Wang
- 2004 - The Story Between the Mirror and Flowers (镜花缘记) con gli FM3 (Zhang Jian + Christaan Virant)
- 2004 - Three States, Four Scores (三国·四记) con gli Indefinite (不一定)
- 2004 - Wuque Liuyan (五鹊·六雁) con gli Indefinite (不一定)
- 2004 - Live On (相相生) Mu Liang Wen Wang (registrato nel 2002)
- 2004 - Qiguo Shengdan (期过圣诞) con gli Indefinite (不一定) (live at Shenzhen, registrato nel 2001)
- 2005 - Shan Dou Ji Shi Ye (山豆几石页) Mu Liang Wen Wang
- 2005 - Ji Ran Pin Qi Guo (祭然品气国) Mu Liang Wen Wang
- 2005 - Ba He (八和) con gli Indefinite (不一定)
- 2005 - Jiu Sheng (九生) con gli Indefinite (不一定)
- 2006 - Shui Xian Hou Gu Qing Feng Yue (水先后古清风乐) con gli Indefinite (不一定) (live at ARK Bar, Shanghai, registrato nel 2005)
- 2006 - Pilgrimage to the East (东游记, registrato nel 2005)
- 2006 - Rainy Murmur (雨吁) con la E Band (registrato nel 2000)
- 2006 - Hou Guan Yin (后观音) con gli FM3 (Zhang Jian + Christaan Virant)
- 2007 - Ah Song Zhu Ah Ji (松阿珠阿吉) con gli Indefinite (不一定)
- 2007 - 35651 con gli Indefinite (不一定)
- 2007 - Zorro in China (佐罗在中国) con gli Indefinite (不一定)
- 2008 - Wu Yin Huan Yue (五音环乐) con gli Indefinite (不一定) e gli Inequable (不一样)

### Compilation
- 1995 - Chinese Fire II (中国火II), Artisti Vari, traccia Lord (主)
- 1997 - Farewell Zhang Ju (再见张炬), Artisti Vari, traccia Gracious Trill (婉啼)
- 1999 - Chinese Fire III (中国火III), Artisti Vari, traccia The Grand Joss House (大庙)

### Collaborazioni
- 1994 - compositore e co-arragiatore per la canzone Vow (誓言) di Faye Wong, contenuta nell'album Sky
- 1994 - arrangiamento di Di-Dar, album di Faye Wong
- 1994 - arrangiamento di Pease Myself (讨好自己) di Faye Wong, contenuta nell'album Ingratiate Oneself
- 1996 - produzione ed arrangiamento di Fickleness (浮躁) di Faye Wong, contenuta nell'album Fu Zao
- 1998 - arrangiamento di Kid (童) di Faye Wong, contenuta nell'album Scenic Tour
- 2001 - produzione, composizione ed arrangiamento di Lamp Whisper Demo (灯语demo)

### Apparizioni in altri album
Dou Wei & Dreaming: apparizione come ospite musicale nel film Beijing Bastard (北京杂种)
- 1999 - colonna sonora: My Favourite Snowy Days (我最中意的雪天)
- 2001 - colonna sonora: Dazzling (花眼)
- 2001 - colonna sonora: Seeking the Gun (寻枪)
- 2001 - drama musicale: Story Between the Mirror and Flowers (镜花缘)
- 2001 - compositore del documentario televisivo Huang Xing, una figura prominente durante la Rivoluzione Cinese del 1911 (百年任务·黄兴)
- 2001 - Dou Wei & the Not Sure Yet: spettacolo di masterizzazione ed interpretazione per The Transparent Box (透明的盒子)
- 2002 - Rekindled Story Between the Mirror and Flowers (再续镜花缘)

## Filmografia
- Tiepide acque di primavera (Chun jiang shui nuan), regia di Gu Xiaogang (2019)